# Patvarc
Patvarc is een plaats (község) en gemeente in het Hongaarse comitaat Nógrád. Patvarc telt 652 inwoners (2001).